# Экономическое прогнозирование
Методы прогнозирования в экономике — это совокупность научных методик, которые используются специалистами для разработки оптимальных алгоритмов дальнейшего развития различных сфер экономики каждого конкретного государства или мировой экономики в целом.

## Классификация прогнозов
Прогнозы можно классифицировать как субъективные и основанные на моделях. Субъективные прогнозы не следуют строгим правилам и опираются на неформальные рассуждения эксперта.
Основанные на моделях прогнозы вытекают из правил или моделей, в которых формализованы взаимоотношения между переменными.
Вместе с тем модели разделяют на каузальные и не каузальные. Первые используют взаимозависимость между переменными и пытаются объяснить их поведение. Вторые— не дают объяснения механизма генерации переменных, а предлагают метод прогноза по прошлым значениям. Примером таких моделей является модель «без изменений».
Другой тип сложных не каузальных моделей являются модели временных рядов, поскольку они применяются при наличии значений переменных за значительный период времени. Примеры таких методов — экстраполяция трендов и разложение на составляющие компоненты. Ещё одной разновидностью не каузальных моделей является одномерная модель Бокса — Дженкинса, в которой текущее значение переменной является функцией от набора её предыдущих значений.
Альтернативой математическим не каузальным методам прогнозирования является «метод диаграмм». Цель составления диаграмм — идентифицировать ситуации, которые повторяются и на их основе предсказать будущие изменения, например, цен акций, используя только информацию о прошлых значениях цен.
Преимущество не каузальных моделей — в их простоте. Недостаток — такие модели не указывают на причины изменения показателей и базируются на предположении о сохранении в будущем тенденций прошлого.
Следующим способом моделирования в экономике является эконометрическое моделирование. Отправной точкой в эконометрическом прогнозировании является построение эконометрических моделей. Существенным отличием между эконометрическими и не каузальними моделями является то, что в основе первых лежит экономическая теория.

## Основные этапы создания моделей
Основные этапы построения эконометрических моделей и использования их для прогнозирования:
1. выбрать адекватную теорию, которая объясняет поведение экономической системы и нужны переменные. Переменные, значения которых определяются в модели являются эндогенными, а значения которых определяются вне модели — экзогенными.
2. отразить теорию в виде системы уравнений, которое связывает выбранные переменные.
3. найти данные о значениях переменных, следуя насколько это возможно, теоретических концепций.
4. используя соответствующие эконометрические методы оценить числовые значения неизвестных параметров, входящих в уравнение.
5. Спрогнозировать значения экзогенных переменных. На основе уравнений с оцененными параметрами и прогноза экзогенных переменных сделать предсказания значений эндогенных переменных/

Стоит отметить, что методы прогнозирования в бизнесе как правило, основываются на опросах и экстраполяционных приёмах, в то время как экономическое прогнозирование основывается на каузальных моделях.